# James Robinson (cestista 1970)
James Ray Robinson (Jackson, 31 agosto 1970) è un ex cestista statunitense, professionista nella NBA, in Grecia, Russia e Italia.

## Carriera
È stato selezionato dai Portland Trail Blazers al primo giro del Draft NBA 1993 (21ª scelta assoluta).

## Statistiche

### College
| Anno      | Squadra            | PG | PT | MP   | TC%  | 3P%  | TL%  | RP  | AP  | PRP | SP  | PP   |
| --------- | ------------------ | -- | -- | ---- | ---- | ---- | ---- | --- | --- | --- | --- | ---- |
| 1990-1991 | Alabama Crim. Tide | 33 | 4  | 29,4 | 47,0 | 41,8 | 69,9 | 3,9 | 1,2 | 1,1 | 0,5 | 16,8 |
| 1991-1992 | Alabama Crim. Tide | 34 | 34 | 35,8 | 45,3 | 35,8 | 71,2 | 4,1 | 2,2 | 1,1 | 0,3 | 19,4 |
| 1992-1993 | Alabama Crim. Tide | 29 | 27 | 34,5 | 42,0 | 35,1 | 68,2 | 4,5 | 2,3 | 1,6 | 0,7 | 20,6 |
| Carriera  | Carriera           | 96 | 65 | 33,2 | 44,7 | 37,1 | 69,7 | 4,1 | 1,9 | 1,3 | 0,5 | 18,9 |

### NBA

#### Regular Season
| Anno      | Squadra             | PG  | PT | MP   | TC%  | 3P%  | TL%  | RP  | AP  | PRP | SP  | PP  |
| --------- | ------------------- | --- | -- | ---- | ---- | ---- | ---- | --- | --- | --- | --- | --- |
| 1993-1994 | Portland T. Blazers | 58  | 3  | 11,6 | 36,5 | 31,5 | 67,2 | 1,3 | 1,2 | 0,5 | 0,3 | 4,8 |
| 1994-1995 | Portland T. Blazers | 71  | 25 | 21,7 | 40,9 | 34,1 | 59,1 | 1,9 | 2,5 | 0,7 | 0,2 | 9,2 |
| 1995-1996 | Portland T. Blazers | 76  | 5  | 21,4 | 39,9 | 35,9 | 65,9 | 2,1 | 2,0 | 0,4 | 0,2 | 8,5 |
| 1996-1997 | Minnesota T'wolves  | 69  | 5  | 19,0 | 40,7 | 38,2 | 68,4 | 1,6 | 1,8 | 0,4 | 0,1 | 8,3 |
| 1997-1998 | L.A. Clippers       | 70  | 13 | 17,6 | 38,9 | 32,9 | 72,0 | 1,6 | 1,9 | 0,5 | 0,1 | 7,7 |
| 1998-1999 | L.A. Clippers       | 14  | 0  | 20,0 | 39,8 | 26,7 | 74,1 | 1,9 | 1,3 | 1,0 | 0,2 | 7,6 |
| 1998-1999 | Minnesota T'wolves  | 17  | 0  | 13,3 | 32,2 | 29,5 | 57,1 | 2,1 | 2,2 | 0,5 | 0,3 | 4,5 |
| 2000-2001 | Orlando Magic       | 6   | 0  | 8,3  | 36,4 | 40,0 | -    | 1,3 | 0,0 | 0,7 | 0,2 | 1,7 |
| Carriera  | Carriera            | 381 | 51 | 18,2 | 39,4 | 34,8 | 66,6 | 1,7 | 1,9 | 0,5 | 0,2 | 7,6 |

#### Playoffs
| Anno     | Squadra             | PG | PT | MP   | TC%  | 3P%  | TL%  | RP  | AP  | PRP | SP  | PP  |
| -------- | ------------------- | -- | -- | ---- | ---- | ---- | ---- | --- | --- | --- | --- | --- |
| 1994     | Portland T. Blazers | 4  | 0  | 7,0  | 40,0 | 50,0 | 50,0 | 0,8 | 1,5 | 0,3 | 0,3 | 2,5 |
| 1995     | Portland T. Blazers | 2  | 0  | 2,0  | 66,7 | 66,7 | -    | 0,0 | 0,5 | 0,0 | 0,0 | 3,0 |
| 1996     | Portland T. Blazers | 2  | 0  | 13,0 | 30,0 | 33,3 | -    | 0,5 | 1,5 | 0,5 | 0,5 | 4,0 |
| 1997     | Minnesota T'wolves  | 2  | 0  | 15,5 | 41,7 | 40,0 | -    | 1,5 | 1,5 | 1,0 | 0,0 | 7,0 |
| 1999     | Minnesota T'wolves  | 4  | 0  | 2,5  | 25,0 | 33,3 | -    | 0,3 | 0,0 | 0,0 | 0,0 | 0,8 |
| Carriera | Carriera            | 14 | 0  | 7,1  | 38,5 | 41,7 | 50,0 | 0,6 | 0,9 | 0,3 | 0,1 | 2,9 |

## Palmarès
- McDonald's All-American Game (1989)